# Centropus toulou
Il cucal del Madagascar o cuculo fagiano malgascio (Centropus toulou Müller, 1776) è un uccello della famiglia Cuculidae.

## Distribuzione e habitat
Questo uccello vive in Madagascar, nelle Mayotte, nelle Seychelles e nelle Comore.

## Tassonomia
Centropus celebensis ha tre sottospecie:
- Centropus toulou toulou
- Centropus toulou insularis - Cucal di Aldabra
- Centropus toulou assumptionis † - Cucal dell'Isola di Assumption